# 今村宣彦
今村 宣彦（いまむら のぶひこ、1920年- 没年不明 ）は、プロ野球球団近鉄バファローズ球団代表である。

## 来歴・人物
奈良県出身。1944年に早稲田大学法学部を卒業し、1948年に近畿日本鉄道に入社した。
1952年に近鉄パールスに出向しマネージャーと球団営業部長を歴任した。
1972年に球団代表に就任し、西本幸雄への招聘などチームの体質の改善に力を入れた。